# Organisatie voor het Verdrag inzake Collectieve Veiligheid

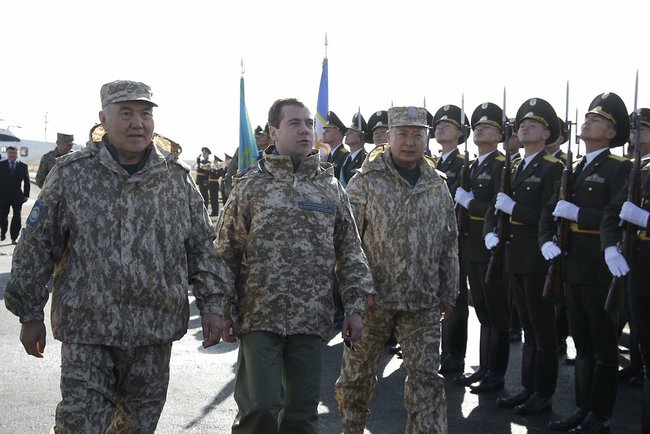
De toenmalige Kazachse president Noersoeltan Nazarbajev, de toenmalige Russische president Dmitri Medvedev en de toenmalige Kirgizische president Koermanbek Bakijev (van links naar rechts) bij een oefening van de snelle reactie-eenheid in Kazachstan in augustus 2009

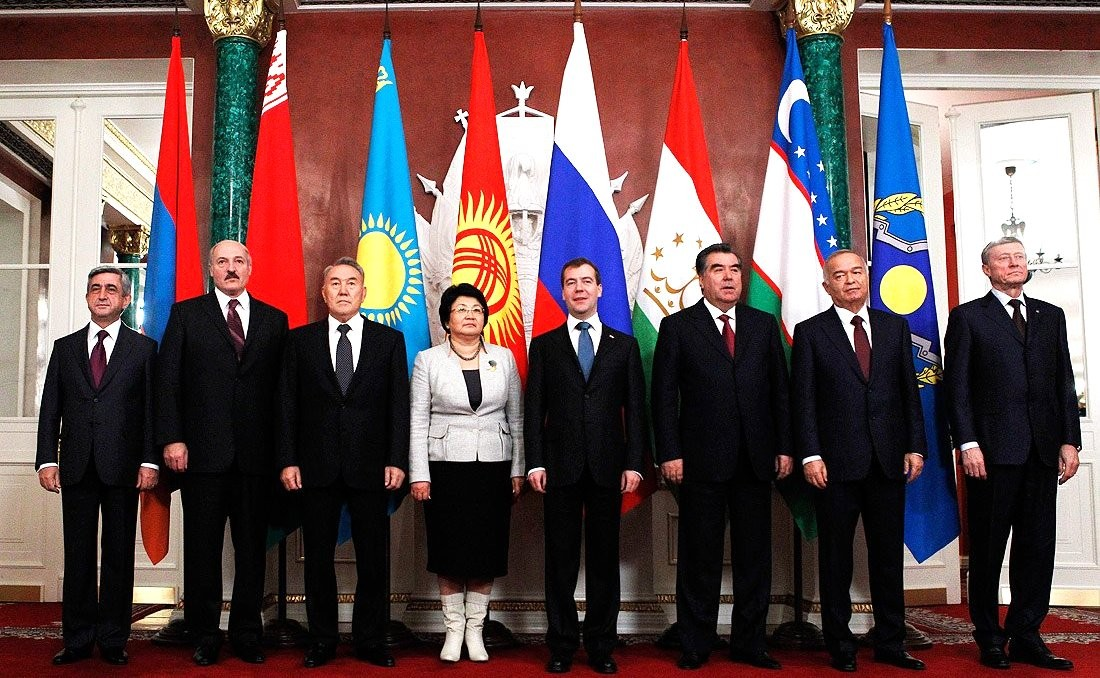
Top van de organisatie in Moskou, december 2010

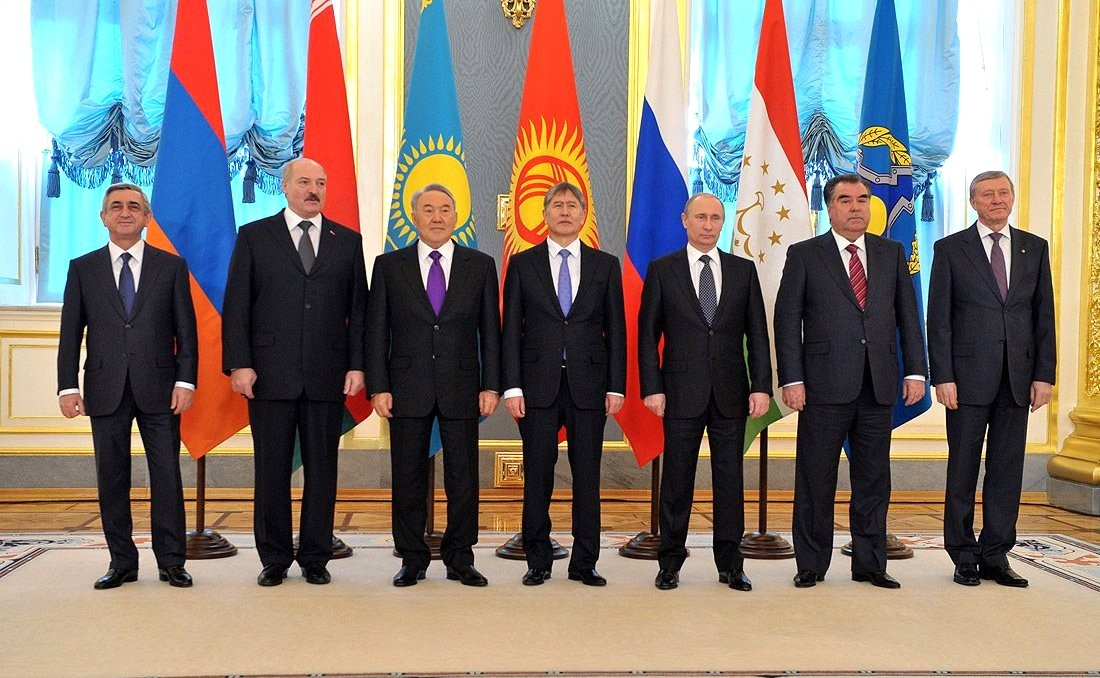
Top van de organisatie in Moskou, december 2012

De Organisatie voor het Verdrag inzake Collectieve Veiligheid of Verdragsorganisatie voor Collectieve Veiligheid (Russisch: Организация Договора о коллективной безопасности, ОДКБ, ODKB; Engels: Collective Security Treaty Organisation, CSTO) is een militair bondgenootschap van Rusland en vijf andere staten in de voormalige Sovjet-Unie: Armenië, Kazachstan, Kirgizië, Tadzjikistan en Wit-Rusland. De organisatie kan gezien worden als een tegenpool van de Noord-Atlantische Verdragsorganisatie (NAVO) en een opvolger van het Warschaupact.

## Leden

### Lidstaten
- Armenië (sinds 2002, overweegt vertrek sinds juni 2024[1])
- Kazachstan (sinds 2002)
- Kirgizië (sinds 2002)
- Rusland (sinds 2002)
- Tadzjikistan (sinds 2002)
- Wit-Rusland (sinds 2002)

### Voormalige lidstaten
- Azerbeidzjan (1994–1999)
- Georgië (1994–1999)
- Oezbekistan (1994–1999 en 2006–2012)

## Organisatie
De lidstaten hebben een gezamenlijke militaire eenheid om snel te kunnen reageren op bedreigingen als militaire agressie, terrorisme en drugssmokkel. Deze snelle reactie-eenheid (Russisch: Коллективные силы оперативного реагирования, КСОР, KSOR, Engels: Collective Rapid Reaction Force, CRRF) bestaat onder meer uit een Russische divisie luchtlandingstroepen, een Russische luchtmobiele brigade, een Wit-Russische Spetsnaz-brigade en een Kazachs bataljon mariniers.
Een militaire basis van een land dat geen lid van de verdragsorganisatie is, mag alleen gevestigd worden met officiële goedkeuring van alle lidstaten. Via de organisatie kan Rusland dus tegenhouden dat er Amerikaanse of andere buitenlandse militaire bases in een van de andere lidstaten gevestigd worden. Deze regel geldt echter niet voor al aanwezige militaire bases, zoals het Amerikaanse doorvoercentrum in Kirgizië en de Franse gevechtsvliegtuigen gestationeerd in Tadzjikistan.
De lidstaten houden gezamenlijke militaire oefeningen. In 2008 voerden 4000 troepen van alle lidstaten samen operationele, strategische en tactische oefeningen uit in Armenië, en in 2011 werden een reeks militaire oefeningen in Centraal-Azië gehouden met 10.000 troepen en 70 gevechtsvliegtuigen.
De Wit-Russische generaal Stanislav Zas is sinds 2020 secretaris-generaal van de verdragsorganisatie. De organisatie heeft een roterend voorzitterschap; elk jaar wordt de organisatie door een andere lidstaat voorgezeten.
Het is een waarnemende organisatie van de Algemene Vergadering van de Verenigde Naties.

## Geschiedenis
Het Collectieve Veiligheidsverdrag werd gesloten op 15 mei 1992 als vijfjarig defensieverdrag tussen lidstaten van het Gemenebest van Onafhankelijke Staten: de huidige zes lidstaten, plus Azerbeidzjan, Georgië en Oezbekistan. Bij het vernieuwen van het verdrag in 1999 trokken Azerbeidzjan, Georgië en Oezbekistan zich terug. In plaats daarvan werd Oezbekistan lid van GUAM, een bondgenootschap van voormalige Sovjetstaten dat bedoeld is om tegenwicht te bieden aan de Russische dominantie in de regio. Azerbeidzjan en Georgië waren al lid van GUAM sinds deze organisatie in 1997 opgezet werd.

### Jaren 2000
Op 7 oktober 2002 tekenden de presidenten van de zes huidige lidstaten een verdrag in Tasjkent waarbij de organisatie gevestigd werd. Oezbekistan werd lid van het bondgenootschap in 2006 om de banden met Rusland aan te halen, maar trok zich terug in 2012 nadat de relatie met Rusland weer verslechterde.
In mei 2007 zei secretaris-generaal Bordjoescha dat Iran toegelaten zou kunnen worden tot de organisatie als het lidmaatschap zou aanvragen.
In oktober 2007 werd in Doesjanbe een samenwerkingsverdrag getekend tussen de verdragsorganisatie en de Shanghai-samenwerkingsorganisatie, een militair bondgenootschap gedomineerd door Volksrepubliek China. De twee organisaties kwamen overeen om onder meer samen te werken bij de bestrijding van criminaliteit en drugssmokkel. Secretaris-generaal Bordjoescha van de Organisatie voor het Verdrag inzake Collectieve Veiligheid zei dat er geen plannen waren om te concurreren met de NAVO.
Op 4 februari 2009 werd een overeenkomst getekend door vijf lidstaten tijdens een top in Moskou om een gezamenlijke militaire eenheid op te zetten die snel kan reageren op bedreigingen, waaronder militaire agressie, terrorisme en drugssmokkel. De zesde lidstaat, Wit-Rusland, sloot zich op 20 oktober ook aan.

### Jaren 2010
Toen in 2010 in Kirgizië een opstand uitbrak, vroeg de Kirgizische president Koermanbek Bakijev de organisatie om in te grijpen. Secretaris-generaal Bordjoescha weigerde echter, omdat hij het conflict als een interne aangelegenheid zag. De toenmalige Russische president Dmitri Medvedev zei dat er alleen sprake is van een aanval op de verdragsorganisatie als het om een aanval van buitenaf gaat. Op een top in Jerevan konden de leiders van de lidstaten het niet met elkaar eens worden of ze militair zouden ingrijpen of niet. Uiteindelijk werd Bakijev afgezet.

### Jaren 2020
In de oorlog in Nagorno-Karabach van september-november 2020 werd de lidstaat Armenië aangevallen door het uitgetreden lid Azerbeidzjan, maar het vroeg tevergeefs om militaire en diplomatieke hulp van de veiligheidsorganisatie. In plaats daarvan wierp Rusland zich op als bemiddelaar en ondertekende het op 10 november 2020 samen met de oorlogvoerende partijen een wapenstilstand. Volgens dat verdrag zouden de Russen 1960 militairen legeren in het zuiden van Armenië om de landen uit elkaar te houden.
Op 6 januari 2022 besloot de organisatie soldaten te sturen naar Kazachstan op uitnodiging van president Tokayev. Kazachstan claimde dat de nationale veiligheid werd bedreigd door agressie van buitenaf. Op basis van artikel 4 stemde de verdagsorganisatie hiermee in. Ruim 2000 soldaten, voornamelijk uit Rusland, hebben opgetreden tegen zo'n 20.000 "door het buitenland aangestuurde terroristen" en "bandieten. De bewijsvoering voor die buitenlandse inmenging was mager. Na een paar dagen was de rust hersteld en zijn de soldaten weer naar de eigen bases teruggekeerd.
Begin september 2022 vroeg Armenië assistentie na aanvallen vanuit Azerbeidzjan. Het Russische leger, bezig met de Russische invasie van Oekraïne, stuurde geen troepen ter versterking. Het CSTO bleef zo een dode letter. In juni 2024 raakte bekend dat Armenië van plan is de CSTO te verlaten.